# أناستازيا زادوزنايا
أنستازيا سيرجيفنا زادوزنايا (الروسية: Анастасия Сергеевна Задорожная) (الروسية: Анастаси́я Серге́евна Задоро́жная ، من مواليد 30 أغسطس 1985) ممثلة سينمائية روسية ومغنية ومقدمة برامج تلفزيونية وموضة أزياء. بريتني سبيرز الروسية.

## روابط خارجية
- أناستازيا زادوزنايا على موقع IMDb (الإنجليزية)
- أناستازيا زادوزنايا على موقع ميوزك برينز (الإنجليزية)
- أناستازيا زادوزنايا على موقع أول ميوزيك (الإنجليزية)
- أناستازيا زادوزنايا على موقع ديسكوغز (الإنجليزية)
- أناستازيا زادوزنايا على موقع قاعدة بيانات الفيلم (الإنجليزية)
- أناستازيا زادوزنايا على موقع كينوبويسك (الروسية)